# Tbeti

Kirche von Nordosten. Foto von Andreĭ Mikhailovich Pavlinov 1888

Tbeti (georgisch ტბეთი, türkisch Tibet) ist die Ruine einer mittelalterlichen Kathedrale auf dem Gebiet des ehemaligen georgischen Königreichs Tao-Klardschetien in der heutigen nordosttürkischen Provinz Artvin. Mönche der georgisch-orthodoxen Kirche errichteten Anfang des 10. Jahrhunderts eine erste Klosterkirche, die um die Mitte des 11. Jahrhunderts erweitert wurde. Die ehemalige Muttergottes-Kathedrale im heutigen Dorf Cevizli im Landkreis Şavşat war die bedeutendste Kirche im ehemaligen georgischen Fürstentum Schavscheti. Bis 1961 war sie gut erhalten, danach stürzten große Teile ein.

## Lage
Koordinaten: 41° 25′ 18″ N, 42° 29′ 11″ O
Die Schnellstraße von Hopa an der östlichen Schwarzmeerküste nach Kars verläuft zwischen Artvin im Westen und Ardahan im Osten flussaufwärts in einer bis Şavşat zunehmend enger und steiler werdenden Schlucht entlang des Berta Suyu (georgisch Imerchewi), eines Nebenflusses des Çoruh. An dieser Strecke sind am rechten (nördlichen) Flussufer die Kirchenruinen von vier georgischen Klöstern erhalten. Sie liegen an den Ausläufern der Imerchewi-Berge (türkisch Imerhevi Deresi), die den Südabfall des bis zu 3415 Meter hohen Karçal-Gebirges (Karçal Dağları) darstellen. Der erste Abzweig aus dem Tal führt zur Klosterkirche Dolisqana im Dorf Hamamlıköy. Etwa 20 Kilometer östlich zweigt eine weitere schmale Erdstraße ab, die zum ehemaligen Kloster Opiza führt. Dieser Weg verläuft in etwa derselben Höhe am Felshang über der Talsohle einige Kilometer weiter bis Chandsta (türkisch Porta). Die Kathedrale von Tbeti bei Şavşat beendet die Reihe der Klosterkirchen.
Vier Kilometer westlich der Stadt thront eine mittelalterliche Festung (Sveti, Anfang 11. Jahrhundert ?) auf einem steilen Felsen in der hier breiter gewordenen Talebene. An der Festung zweigt eine Nebenstraße im Tal des Şavşat Dere (Bach, der in den Berta Suyu mündet) nach Nordwesten ab. Sie erreicht nach fünf Kilometern leicht aufwärts durch offenes Hügelland mit Kuhweiden das Dorf Ciritdüzu und führt über Veliköy 20 Kilometer weiter bis Meşeli Karagöl, einem Ausflugssee im Karagöl-Sahara-Nationalpark. In Ciritdüzu biegt eine schmale Asphaltstraße nach links ab und erreicht nach drei Kilometern Cevizli mit der Kirche zwischen Bäumen in der Ortsmitte. Cevizli ist eine Streusiedlung mit 361 Einwohnern (2011) auf etwa 1500 Metern Höhe, deren Gehöfte von Weideland und im Norden von bewaldeten Hügeln umgeben sind. Die wirtschaftliche Grundlage des Ortes ist Rinderzucht.
Etwa 30 Kilometer südlich des Berta-Suyu, im Seitental des Ardanuç Çay (georgisch Artanudschistskali), blieb nahe der Kleinstadt Ardanuç die Ruine von Yeni Rabat, dem mutmaßlichen Ort des ehemaligen Klosters Schatberdi erhalten. Weitere georgische Klöster wurden in ebenso abgelegenen Seitentälern des Çoruh errichtet, zur dortigen, gut erhaltenen Gruppe gehören Haho, Öşk Vank und Barhal.

## Geschichte

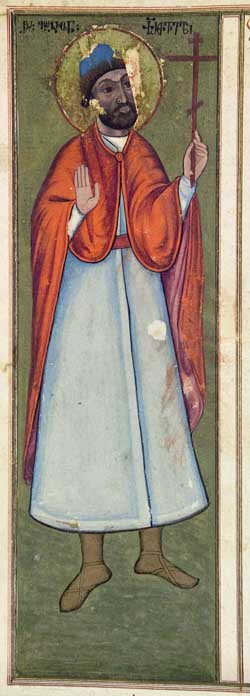
Der als Heiliger verehrte Gobron. Miniatur aus dem 18. Jahrhundert

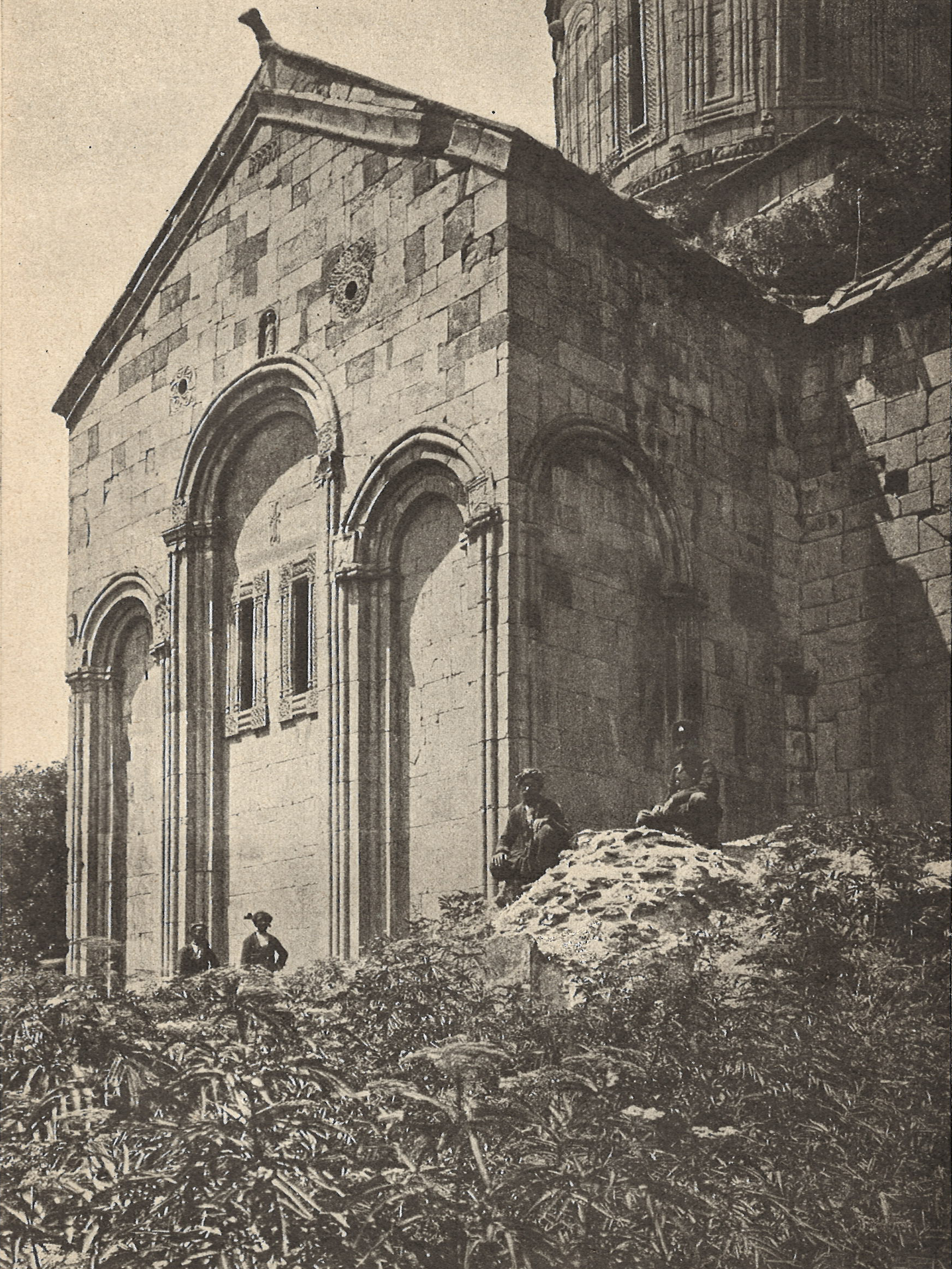
Südlicher Kreuzarm von Südwesten. Halbrunde Doppelfenster kommen an vielen zeitgenössischen Kirchen der Region vor, dies sind wahrscheinlich die einzigen mit rechteckigen Rahmen. Foto von Nikolai Jakowlewitsch Marr 1904

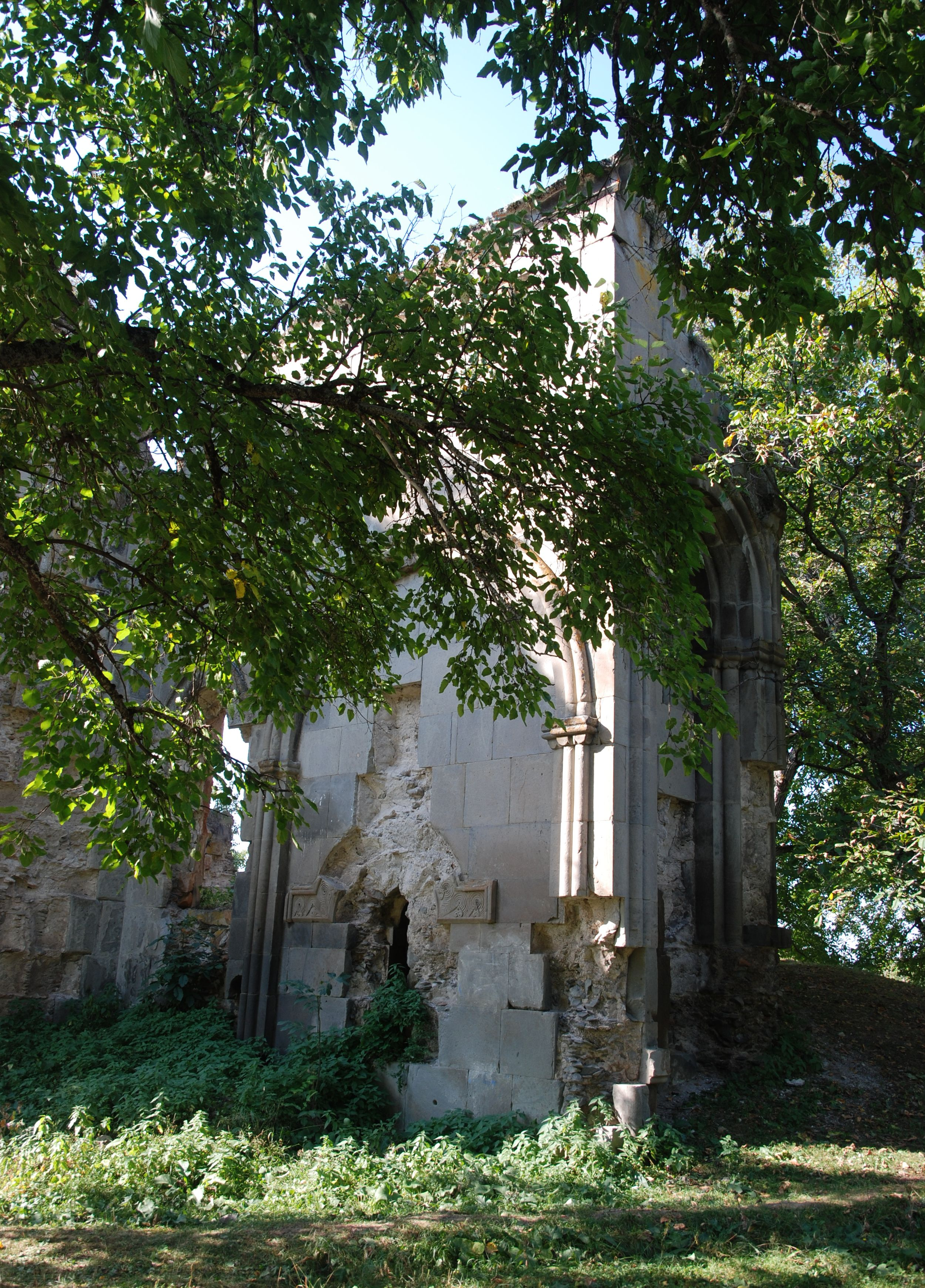
Nördlicher Kreuzarm von Nordosten. Apsisfenster der Kapelle. 2012

Das Klosterleben in Ostgeorgien geriet im 8. Jahrhundert durch das arabische Emirat Tiflis (736–1080) in Bedrängnis. Opiza war das älteste georgische Kloster in Tao-Klardschetien, das Mitte des 8. Jahrhunderts fernab der muslimischen Herrschaft entstand. Um 782 kam der in Kartlien geborene Priester Grigol Chandsteli (759–861) nach Opiza und gründete einige Jahre später das nahegelegene Kloster Chandsta. Auf ihn und seine Schüler gehen weitere Klostergründungen in den 920er und 930er Jahren an abgelegenen und möglichst schwer zugänglichen Orten in den Bergen zurück.
Die erste Steinkirche in Tbeti wurde während der Regierungszeit des Bagratiden Aschot I. oder Aschot Kuchi vor seinem Tod 918 errichtet. Er war von 896 bis 918 Eristawi („Großherzog“) von Tao-Klardschetien und Sohn des Kuropalaten Gurgen I. († 891). Die Bauform folgte dem Mitte des 6. Jahrhunderts in Georgien aufgekommenen Prinzip der Zentralbauten. Deren Grundriss in Form eines griechischen Kreuzes bildete die Grundlage des georgischen Kirchenbaus, der nach Westen häufig durch die Kombination mit dem älteren basilikalen Bautyp verlängert wurde. In der ersten Hälfte des 11. Jahrhunderts wurde die Kirche in einigen Teilen neu gebaut und vergrößert. Möglicherweise geschah dies während der Amtszeit des Klosterleiters Saba Mtbevari, der 1027/28 in der Nähe von Tbeti eine Burg und einen Turm errichten ließ. Die Burg nannte er Sveti („Pfeiler“), wie der Historiker Sumbat Davitisdze in seiner „Geschichte der Bagratiden“ im 11. Jahrhundert berichtet. Aus dieser Zeit stammen einige Wandverkleidungen im Innern, die Ostwand der Apsis und der äußere Bereich des nördlichen Kreuzarms. Der südliche Kreuzarm enthält einige Ornamentsteine aus dem 11. Jahrhundert, datiert jedoch in seiner Gesamtheit wahrscheinlich in das 13. Jahrhundert. Weitere bauliche Veränderungen zwischen diesen drei hauptsächlichen Bauphasen können nicht ausgeschlossen werden.
Bereits während Aschots Herrschaft wurde Tbeti zu einem Zentrum religiöser Gelehrsamkeit. Der Mönch Giorgi Mertschule verfasste 951 in Chandsta die Hagiographie „Das Leben von Grigol Chandsteli“ über den Klostergründer Grigol Chandsteli. Dieses Werk beschreibt ausführlich nicht nur die Entstehung des Klosters Chandsta, sondern auch das gesellschaftliche Leben der Mönchsgemeinschaften in der Region. Mertschule spricht mit Hochschätzung über Stephane Mtbevari aus Tbeti, der von Aschot angeregt, das Geschichtswerk „Das Martyrium von Gobron“ verfasste. Es huldigt Gobron († 914), einem christlichen georgischen Märtyrer, der die Verteidigung der Festung Queli (georgisch Q’ueli tsikhe, türkisch Kol Kalesi) gegen den aserbaidschanischen Emir Abu’l-Kassim leitete und der nach der Niederlage enthauptet wurde. Das Werk stellt eine bedeutende Quelle zu den Plünderungszügen Abu’l-Kassims in Armenien und Georgien 914 dar. Es wurde in mehreren Abschriften überliefert, die älteste erhaltene stammt von Gabriel Saginaschvili aus dem Jahr 1713 auf Anweisung des Patriarchen Domenti (reg. 1704–1741).
Das Wort Mtbevari bezeichnet allgemein Bischöfe aus Tbeti, es setzt sich nach dem Wortstamm tb aus der Plural-Nachsilbe ev und ar, einer im Mingrelischen und Lasischen üblichen Beisilbe zusammen. Tba wird mit „See“ übersetzt und das hiervon abgeleitete Tbeti bedeutet etwa einen „Platz mit vielen Seen“.
Ein weiterer, in Tbeti tätiger Gelehrter des 10. Jahrhunderts war Ioane Mtbevari, dessen Sammlung von 15, in einem eleganten Sprachstil verfassten Gesängen (dasdebeli) zur Ergänzung der Psalmen gedacht war. Er gab außerdem das Evangelium von Tbeti heraus, das sich heute in Sankt Petersburg befindet. Im 10. Jahrhundert übersetzte in Tbeti der Mönch David Tbeli „Das Leben der Heiligen Martha“ aus dem Griechischen. Sie war die Mutter von Symeon Stylites dem Jüngeren (521–597). Akvila Mtbevari kopierte 1002 „Das Leben der Heiligen“, das heute im Kloster Iviron auf der griechischen Halbinsel Athos aufbewahrt wird. Aus dem 12. Jahrhundert sind weitere in Tbeti wirkende Gelehrte namentlich bekannt. Neben Opiza und Gelati (in Westgeorgien) besaß Tbeti die bedeutendste Werkstätte für Gold- und Silberschmiedekunst.
Die früheste Beschreibung aus neuerer Zeit stammt von Giorgi Kazbegi (1840–1921), einem Adligen und General im Dienst der russischen Armee, der 1873 im Rahmen einer Aufklärungsmission in die unter osmanischer Herrschaft stehenden georgischen Gebiete kam. In seinen Reisenotizen erwähnte er die dortigen Kirchen. Dem georgischen Historiker und Archäologen Dimitri Bakradze (1826–1890) ist eine Beschreibung von 1879 zu verdanken. 1888 besuchte der russische Architekt Andreĭ Mikhailovich Pavlinov (1852–1898) den Ort, er veröffentlichte seine Beobachtungen zusammen mit einem Grundplan und sechs Fotografien. Im Juni 1904 hielt sich der Linguist Nikolai Marr vier Tage in Tbeti auf. In seiner genaueren Untersuchung der noch weitgehend intakten, als Moschee verwendeten Kirche beschrieb er viele Details, die heute verschwunden sind. Sie finden sich in seinen 1911 veröffentlichten Reisetagebüchern. Nicole und Jean-Michel Thierry waren um 1960 die ersten Kunsthistoriker, die nach dem Zweiten Weltkrieg im bis dahin schwer zugänglichen Tao-Klardschetien Forschungsreisen unternehmen durften. Wachtang Djobadze untersuchte Tbeti 1973 und 1981. Noch 1961 war das Gebäude gut erhalten, danach stürzte der gesamte westliche Teil ein, weil ein regionaler Kaymakam (Verwaltungsbeamter) Steine abtragen ließ. Die Kirche wurde bis zu dieser Zeit als Moschee genutzt.

## Architektur

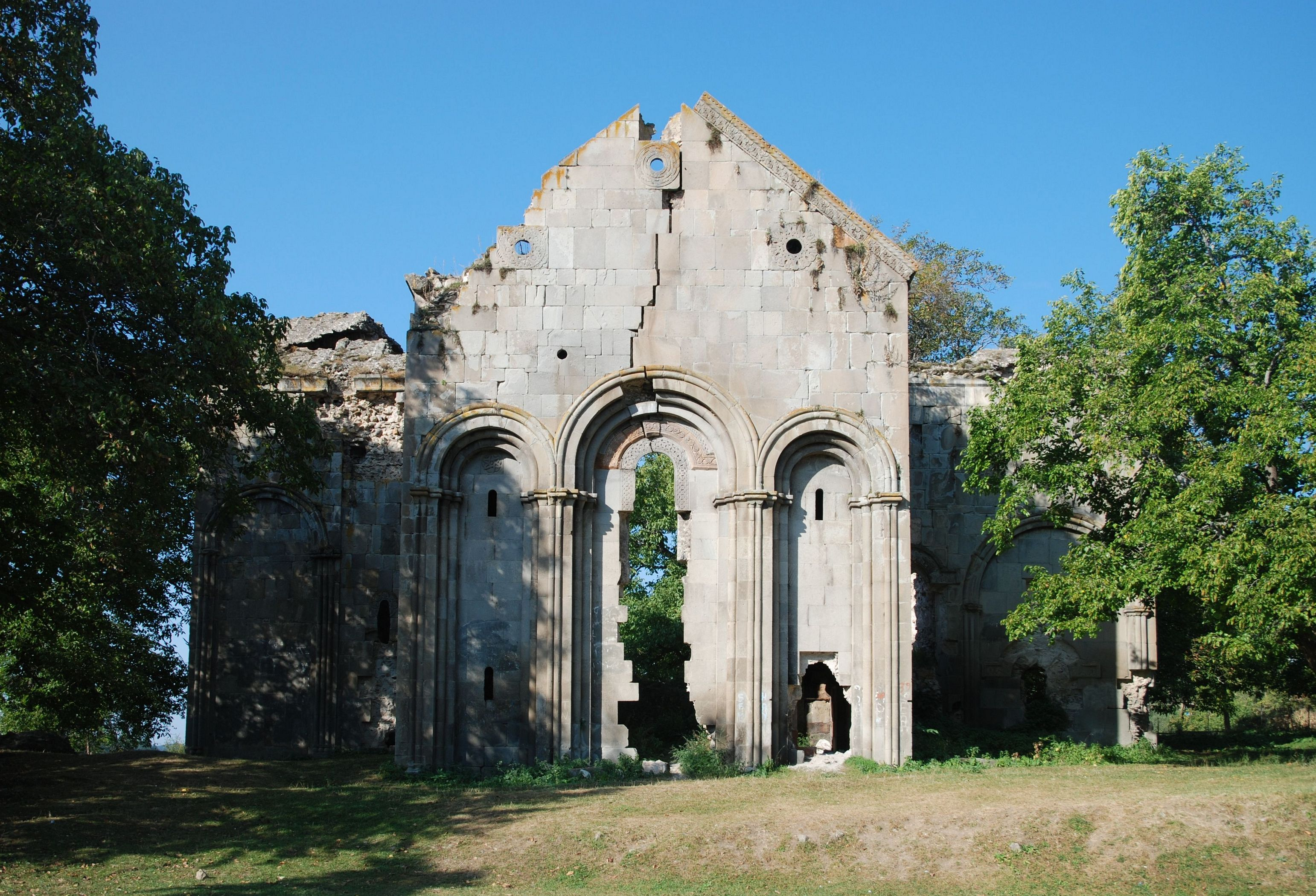
Die am besten erhaltene Ostfassade. 2012

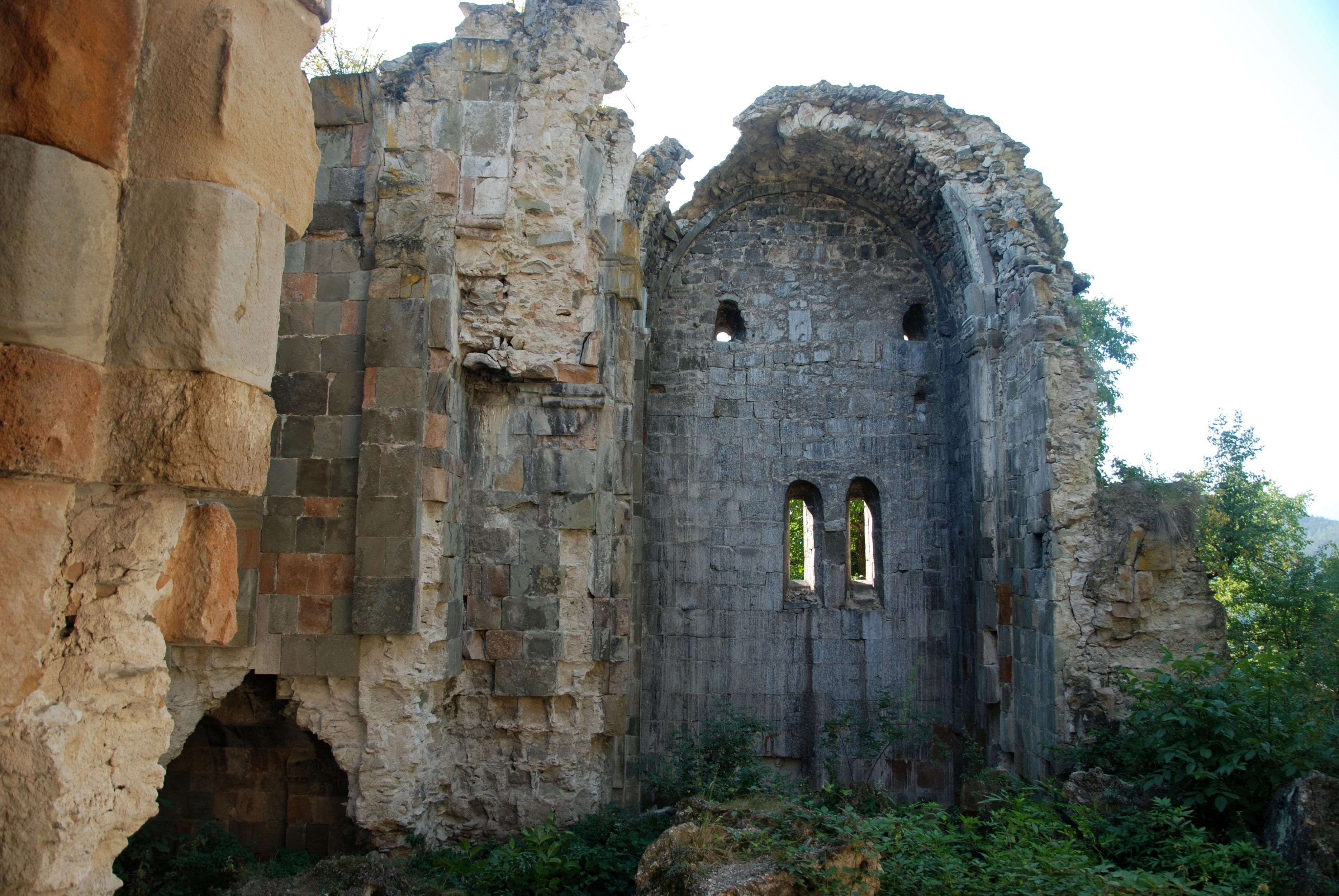
Südlicher Kreuzarm innen, links die Ostapsis, die gesamte Westhälfte der Kirche rechts fehlt. 2012

Der Grundplan der Kreuzkuppelkirche von Tbeti nach der Erweiterung im 11. Jahrhundert trat wie bei den Klosterkirchen von Haho und Opiza außen als solcher in Erscheinung, in Dolisqana und Chandsta war die Kreuzform hingegen innerhalb eines rechteckigen Baukörpers verborgen. Die Innenmaße betrugen 22,8 Meter auf der Ost-West-Hauptachse und 22,4 Meter bei den Querschiffen. Der Altarraum mit einem um drei Stufen erhöhten Bodenniveau wurde von einer halbrunden Apsis begrenzt, die innerhalb einer geraden Ostwand lag. Die beiden rechteckigen Altarnebenräume (Pastophorien) besaßen keine Apsiden und keine Türen zum Mittelschiff, sondern unübliche Zugänge vom Altarraum. Dieser wurde von einem zentralen Rundbogenfenster im oberen Bereich erhellt, das in der bis zum Giebel aufrechtstehenden Apsiswand erhalten blieb, die Blendnische unterhalb des Fensters ist bis zum Boden ausgebrochen. Zwei schmale seitliche Fensterschlitze übereinander in der Ostwand gehörten zu den beiden Nebenräumen im Erdgeschoss und den darüber befindlichen, nahezu dunklen Kammern, die nur über ein Loch im Boden zugänglich gewesen sein können.
Die beiden Seitenschiffe unterschieden sich in der Breite und Ausgestaltung. An den Nordarm des älteren Baus wurde ein tonnenüberwölbter Raum mit einer Rundapsis angebaut, der je ein Fenster in der Nord- und Ostwand besaß und über eine Tür zum Kirchenraum zugänglich war. Eine weitere Tür in der westlichen Schmalseite führte in eine lichtlose langrechteckige Kammer, die heute fehlt. Der Nordarm maß außen 8,2 Meter in der Länge und etwa 11 Meter in der Breite; der Südarm war mit 7,4 Metern Länge und etwa 10,5 Metern Breite etwas kleiner. Der Hauptraum im Westen ist völlig zerstört, laut Marr soll er 10,65 Meter lang gewesen sein. Im Westen war eine Empore über zwei Bögen eingebaut, die auf einem Mittelpfeiler und Pilastern an der Nord- und Südwand ruhte. Eine solche, für Frauen reservierte Empore war bei Kirchen ab dem 10. Jahrhundert üblich und findet sich auch in Dörtkilise, Barhal und Öşk Vank, kommt jedoch nach dem 13. Jahrhundert nicht mehr vor.

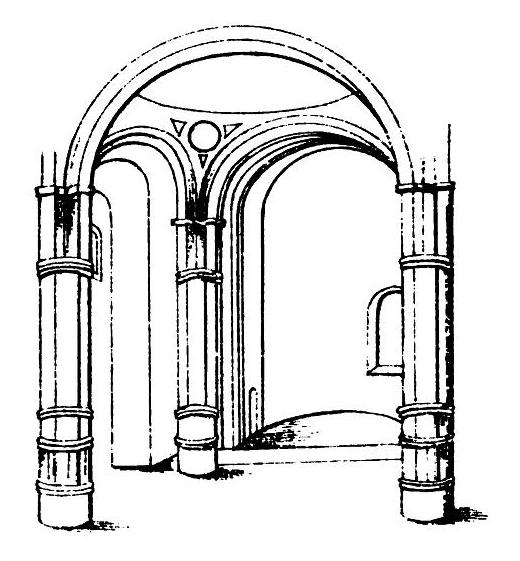
Die Skizze von Giorgi Kazbegi aus dem Jahr 1873 zeigt die Säulen der Zentralkuppel

Derselbe Blickwinkel Richtung Altarapsis. An den beiden nördlichen Säulenschäften ist unten die freigelegte ältere Form zu sehen. Foto von Andreĭ Mikhailovich Pavlinov 1888

Im Zentrum des Kirchenraums standen vier mächtige, im Quadrat angeordnete Säulen, die mit Rundbögen verbunden waren, auf denen die Kuppel ruhte. Die beiden östlichen Säulen umrahmten den Zugang zur Apsis, die beiden westlichen waren mit den inneren Wandecken der Querschiffe verbunden. Die Säulenschäfte waren oktogonal, dies kommt neben Tbeti nur in İşhan vor und ist ansonsten einzigartig für die georgische und armenische Kirchenarchitektur, die nur rechteckige Pfeiler und nie Rundsäulen als Tragwerk kennt. Eine weitere Besonderheit zeigte sich bei Ausgrabungen. Unter dem Bodenbelag kam ein einen Meter tieferes Bodenniveau der ursprünglichen Kirche zum Vorschein. Unterhalb einer sorgfältig dekorierten kreisrunden Säulenbasis zeigt der freigelegte Säulenabschnitt eine völlig andere Form mit einem etwas geringeren Durchmesser. Die komplexe Form des Schafts aus einem achteckigen Stern kann schwerlich bereits 918 in die erste Kirche eingebaut worden sein. Möglicherweise erfuhr die Kirche um die Mitte des 10. Jahrhunderts zeitgleich mit İşhan, wo ein ähnlicher unterer Säulenschaft auftaucht, beträchtliche Veränderungen an der Statik. In der ersten Hälfte des 11. Jahrhunderts wurden dann die Säulenschäfte durch vorgesetzte Steinplatten zu einem Achteck verstärkt. Die vier Säulenbasen unterschieden sich voneinander. Über dem horizontalen Wulst (Torus) an der Basis der nordöstliche Säule zeigten sich am Schaft schwungvolle Wellen in einer Kreisbewegung. Jede Welle war mit sechsblättrigen Rosetten ausgefüllt, ein Muster, das außer in Tbeti in Tao-Klardschetien nicht vorkommt. Das früheste vergleichbare Ornament findet sich an der Kathedrale von Mzcheta mit der Bauzeit 1010–1019 an einem Fensterrahmen und ähnlich über dem Mittelfenster der Ostfassade von İşhan. Die gesamte erhaltene Bauornamentik wird in die erste Hälfte des 11. Jahrhunderts datiert.
Der Tambour war innen kreisrund und außen sechzehneckig. Die Wandfelder waren durch flache Halbsäulen und Blendbögen abgegrenzt, jedes zweite Wandfeld durchbrach ein langer schmaler Fensterschlitz. Den äußeren Abschluss über der Kuppel bildete ein steinplattengedecktes Pyramidendach. Innen erfolgte der Übergang aus dem Bogenquadrat in die Kreisform des Tambours durch Pendentifs. Das Dach des Kirchenschiffs ist nur noch teilweise über dem Obergeschoss des Nordarms erhalten. Hier ist zu sehen, dass die Dachkonstruktion aus Baumästen bestand, die mit Mörtel überdeckt und darin eingebettet wurden. Darüber verlegte man Tondachplatten.

## Bauplastik und Malerei
An der Nordwand des Westarms oder am nordwestlichen Pfeiler befand sich einst das aus einem grauen Steinblock herausgearbeitete Relief des Herrschers Aschot Kuchi. Die 1,13 Meter hohe, blockige und wenig detaillierte Figur Aschots ist im Hochrelief ausgeführt. Der Stifter hält ein Modell der Kirche in seinen ausgestreckten Händen. Das Gesicht und ein großer Teil des Körpers waren mehrfach Schlägen ausgesetzt und sind wie das großteils abgebrochene Kirchenmodell stark beschädigt. Dennoch ist bei der realistischen Gestaltung zu erkennen, dass die Figur einen Bart und auf dem Kopf einen Kabalachi, ein aus grober Wolle gewebtes, langes Kopftuch trägt. Aschots Füße stecken in Schaftstiefeln, sein langes Gewand besteht ebenfalls aus dickem Stoff und ist mit Löwenabbildungen bestickt. Unter dem halboffenen Gewand, das von einem breiten Ledergürtel fixiert wird, schaut ein weiteres Kleidungsstück mit rautenförmigen Mustern hervor.
Die drei tiefen Wandnischen an der elf Meter breiten Ostseite sind von Doppelsäulen und Arkadenbögen eingerahmt. Die Verteilung des Bauschmucks an den ansonsten flachen Außenwänden erfolgte ungleichmäßig: An der Westseite fehlten die Blendbögen, an der Süd- und Nordseite des Westschiffs wurde jeweils ein einzelner Blendbogen angebracht. Die einfachen Halbsäulen haben generell einen Durchmesser von 20 Zentimeter, die Doppelsäulen von je 14 Zentimetern. Das mittlere Bogenfeld der Ostwand ist doppelt so breit wie die seitlichen. Diese Maße weichen deutlich von den Proportionen anderer Kirchen ab. Bei den Kirchen von Dörtkilise, Öşk Vank und Barhal beispielsweise bewegt sich das Verhältnis der mittleren und seitlichen Nischen an der Ostwand zwischen 1 : 1 und 1 : 1,4. Dafür wurde in Tbeti auf die elegante Überhöhung des mittleren Bogenfeldes der genannten Kirchen verzichtet, mit dem Resultat, dass eine ungegliederte, monoton wirkende Giebelfläche entstand.

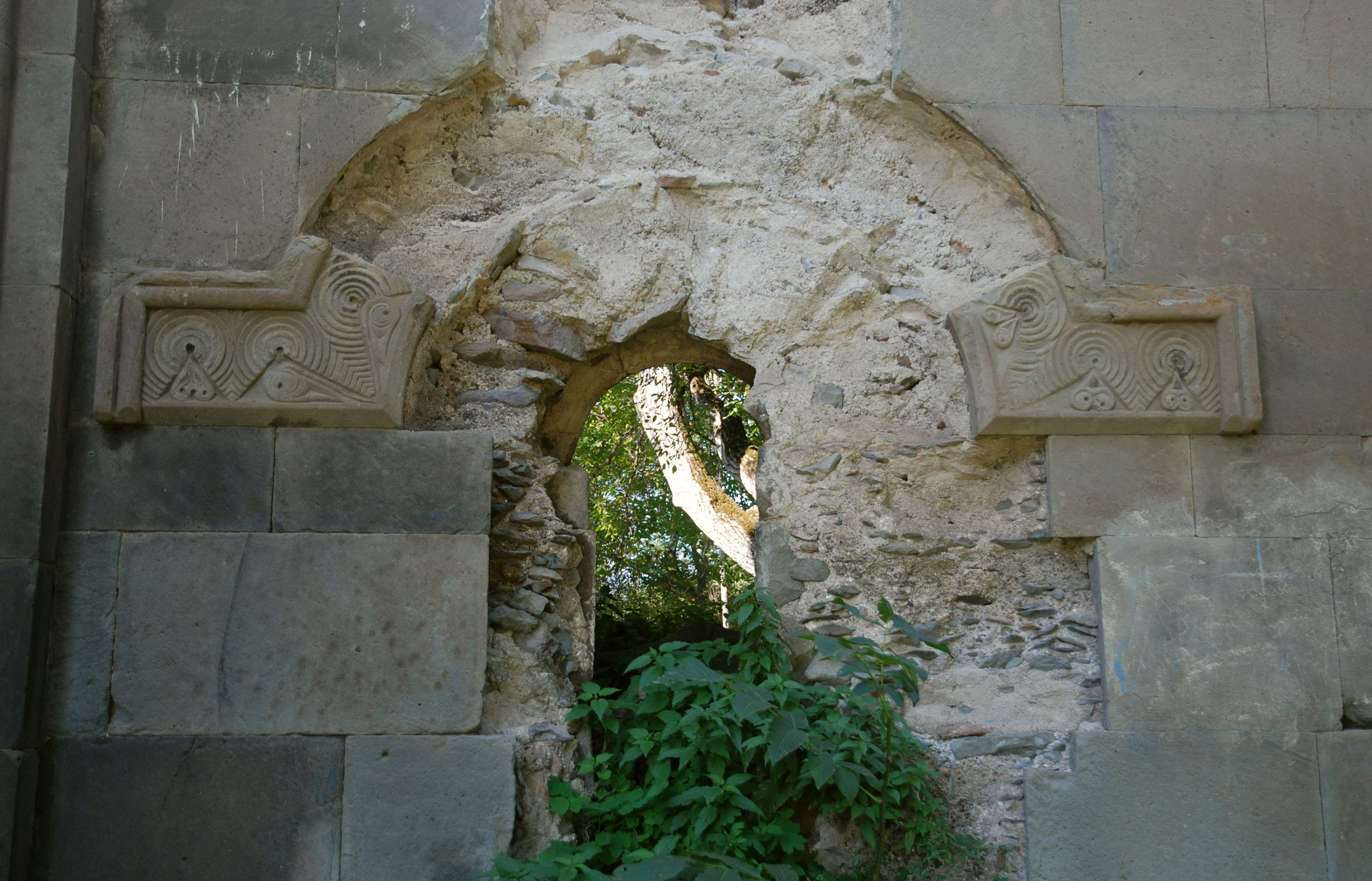
Apsisfenster der Kapelle. Ostwand des nördlichen Kreuzarms. 2012

Flechtbänder in dreifacher Abstufung umgeben das mittlere Rundbogenfenster. Die sorgfältig ausgeführten, guillocheartig verschlungenen Kreisformen sind nur noch über dem Fenster vollständig erhalten und liegen derart fugenlos übereinander, dass sie insgesamt aus dem Anfang des 11. Jahrhunderts stammen dürften. Die kleinen seitlichen Fensterschlitze sind schmucklos. Ein Reliefstein über dem südlichen Fensterschlitz an der Ostseite zeigt einen Davidstern, gebildet aus einem einzelnen Wulst. Am Giebel sorgten drei kreisförmige Löcher in quadratischen Reliefsteinen für etwas Licht in den Abstellkammern, die sich dort oben befanden. Die Ornamente auf diesen Steinen sind einzigartig bis auf das mittlere, welches ähnlich in Zweitverwendung an der Südwand in Yeni Rabat verbaut wurde. In ihrem Maßstab entsprechen sie den Reliefs an den unteren Wandbereichen, während bei der früher entstandenen Kirche von Öşk Vank der Steinmetz auf die größere Entfernung vom Betrachter Rücksicht nahm und die Reliefs am Giebel vergrößert darstellte.
Die Ostwände am nördlichen und südlichen Kreuzarm weisen eine unterschiedliche Qualität des verwendeten Materials und der Verarbeitung auf. Die geringen Reste des Nordarms, besonders ein Inschriftfragment über dem Rundbogenfenster, reichen aus, um diesen Teil ebenfalls in die erste Hälfte des 11. Jahrhunderts zu datieren. Die Giebelwand des südlichen Kreuzarms ist besser erhalten. Der mittlere Blendbogen ist 3,25 Meter breit und verengt sich vierstufig zu einer 0,6 Meter tiefer liegenden inneren Breite von 2,60 Metern. Die beiden seitlichen Bogenfelder sind außen 2,08 Meter breit und springen bis auf 1,44 Meter Breite zurück. Die dekorativen Muster an der Südseite sind insgesamt zahlreicher als an der Ostseite, wirken jedoch schematischer und steriler, was auf eine spätere Bauzeit hinweist.
Nach der Beschreibung von Marr 1904 bedeckten Malereien alle Wände in der Kirche bis auf den nördlichen und südlichen Kreuzarm. Die Begleitschriften an den figürlichen Darstellungen waren in der altgeorgischen Schrift mrgvlovani verfasst. Die zentrale Apsiswand füllte ein majestätisch auf seinem Thron sitzender Christus; 1990 waren noch dessen rechter Arm und rechter Fuß sowie Teile des Throns erkennbar. Christus war von den Schutzengeln Cherub und Seraph umgeben. Maria und einige Apostel, die sich darunter befanden, werden stilistisch der Zeit der byzantinischen Komnenen-Dynastie zugeordnet.